# Nicola Fergola
Nicola Fergola (sau Nicolò Fergola, n. 29 octombrie 1753 la Napoli - d. 21 iunie 1824 la Napoli) a fost un matematician italian, fondator al Școlii sintetice de matematică, având ca punct de plecare geometria antichității.
A fost profesor de matematică în orașul natal și membru al Accademia nazionale delle scienze .
A extins, independent de Leonhard Euler, regulile lui Guldin, la suprafețe elicoidale generale, generate de mișcarea elicoidală a unei curbe meridionale arbitrare în jurul unei axe (1787).

## Scrieri

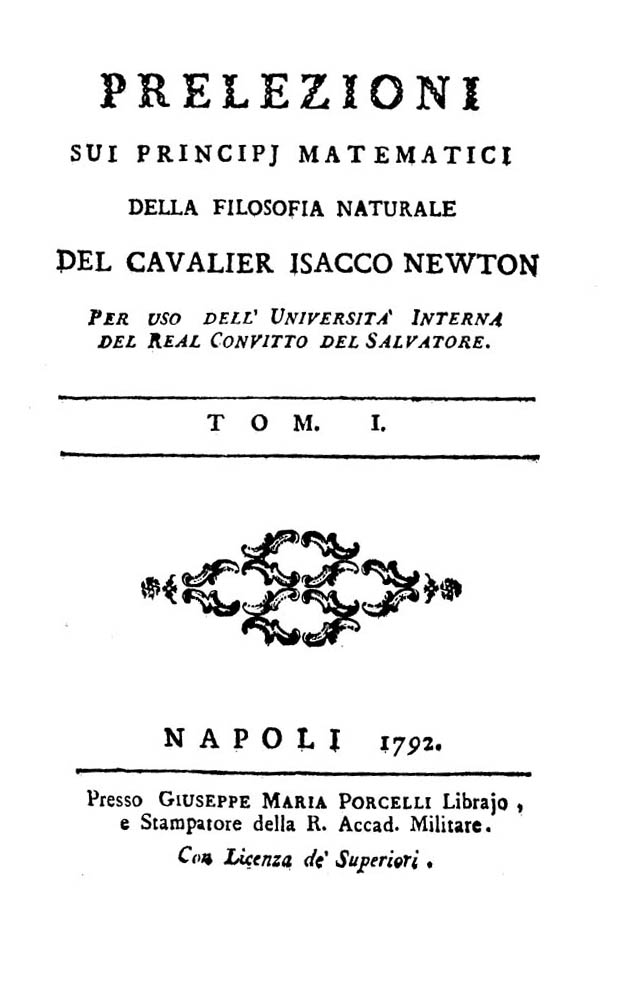
Prelezioni sui principi matematici della filosofia naturale del cavalier Isacco Newton, 1792

- Resoluzione di problemi sulla misura delle volte aspira, e il metodo per la soluzione de difficili problemi di sito e posizione
- 1792: Prelezioni sui principii matematici della filosofia naturale del Newton (Napoli)
- 1817: Trattato delle sezioni coniche
- 1818: Trattato analitico de' luoghi geometrici.

Au rămas, în manuscris, un tratat de analiză matematică și unul de calcul diferențial.
1. 1 2  MacTutor History of Mathematics archive, accesat în 22 august 2017
2. 1 2 3 4 5  MacTutor History of Mathematics archive
3. ↑  Find a Grave